# Florea Popescu
Florea Popescu (n.  ?) a fost un general român care a luptat pe frontul antisovietic în cel de-al Doilea Război Mondial.

## Cariera militară
Colonelul Popescu a lucrat la Serviciul de Intendență al Armatei Române, ocupându-se cu aprovizionarea cu alimente a trupelor de pe front și cu furaje a unităților de cavalerie. A fost decorat pe 23 decembrie 1941 cu Ordinul „Steaua României” cu spade în gradul de Ofițer „pentru râvna și priceperea cu care a asigurat hrănirea trupelor și reaprovizionările în subsistențe și furaje”.
A fost înaintat apoi la gradul de general de brigadă.
Generalul de brigadă (r.) Florea Popescu a fost însărcinat pe 16 septembrie 1944 cu depline puteri, în locul generalului de divizie (r.) Pompiliu Paplica, cu lichidarea Administrației Guvernământului civil al Transnistriei, Administrației militare a teritoriului dintre Bug și Nistru și Secretariatului general al administrației bunurilor alimentare și industriale din cadrul administrației militare a teritoriului dintre Bug și Nistru.

## Decorații
- Ordinul „Steaua României” cu spade în gradul de Ofițer (23 decembrie 1941)[1]